# Kenneth Baker, baron Baker af Dorking
Kenneth Wilfred Baker, baron Baker af Dorking CH PC (født 3. november 1934 i Newport, Wales) er en britisk konservativ politiker, der var indenrigsminister i 1990–1992. Kenneth Baker også haft andre fremtrædende poster i partiet og regeringen.

## Medlem af Underhuset
Kenneth Baker var medlem af Underhuset i 1968–1997. Han blev først valgt i Acton ved Ealing i det vestlige London. Fra 1970 var han valgt i St. Marylebone ved Westminster i det indre London. Fra 1983 repræsenterede han Mole Valley i og omkring Dorking i Surrey.

## Medlem af Overhuset
I juni 1997 blev Kenneth Baker adlet som baron af lokaliteter i eller nær sin seneste valgkreds (Baron Baker of Dorking, of Iford in the County of East Sussex), og han indtrådte i Overhuset.

## Miljø- og undervisningsminister
Kenneth Baker var miljøminister i 1985–1986, mens han var minister for uddannelse og forskning i 1986–1989.

## Konservativ partisekretær
Kenneth Baker var Chairman of the Conservative Party (dvs. organisatorisk konservativ formand og partisekretær) i 1989–1990. Samtidigt var han kansler for Hertugdømmet Lancaster.

## Indenrigsminister
Kenneth Baker var indenrigsminister i 1990–1992
1. ↑  Navnet er anført på engelsk og stammer fra Wikidata hvor navnet endnu ikke findes på dansk.
2. ↑  Navnet er anført på engelsk og stammer fra Wikidata hvor navnet endnu ikke findes på dansk.
3. ↑  Navnet er anført på engelsk og stammer fra Wikidata hvor navnet endnu ikke findes på dansk.
4. ↑  Navnet er anført på engelsk og stammer fra Wikidata hvor navnet endnu ikke findes på dansk.
5. ↑  Navnet er anført på engelsk og stammer fra Wikidata hvor navnet endnu ikke findes på dansk.